# تشيستر غور
تشيستر غور (بالإنجليزية: Chester Gore)‏ هو مخرج فني أمريكي، ولد في 1893 في سانتا روسا في الولايات المتحدة، وتوفي في 1966 في سونوما في الولايات المتحدة.

## وصلات خارجية
- تشيستر غور على موقع IMDb (الإنجليزية)
- تشيستر غور على موقع قاعدة بيانات الفيلم (الإنجليزية)